# Клакс-Каньйон (Аризона)
Клакс-Каньйон (англ. Clacks Canyon) — переписна місцевість (CDP) в США, в окрузі Могаве штату Аризона. Населення — 167 осіб (2020).

## Географія
Клакс-Каньйон розташований за координатами 35°13′13″ пн. ш. 114°4′20″ зх. д. / 35.22028° пн. ш. 114.07222° зх. д. (35.220358, -114.072300).  За даними Бюро перепису населення США в 2010 році переписна місцевість мала площу 8,60 км², уся площа — суходіл.

## Демографія
Згідно з переписом 2010 року, у переписній місцевості мешкали 173 особи в 69 домогосподарствах у складі 53 родин. Густота населення становила 20 осіб/км².  Було 83 помешкання (10/км²).
Расовий склад населення:
| - 94,2 % — білих - 0,6 % — азіатів - 3,5 % — осіб інших рас |

До двох чи більше рас належало 1,7 %. Частка іспаномовних становила 3,5 % від усіх жителів.
За віковим діапазоном населення розподілялося таким чином: 17,9 % — особи молодші 18 років, 61,9 % — особи у віці 18—64 років, 20,2 % — особи у віці 65 років та старші. Медіана віку мешканця становила 50,4 року. На 100 осіб жіночої статі у переписній місцевості припадало 90,1 чоловіків;  на 100 жінок у віці від 18 років та старших — 91,9 чоловіків також старших 18 років.
Цивільне працевлаштоване населення становило 31 осіб. Основні галузі зайнятості: мистецтво, розваги та відпочинок — 35,5 %, освіта, охорона здоров'я та соціальна допомога — 35,5 %, транспорт — 29,0 %.